# セルヒオ・ベルナルド・アルミロン
セルヒオ・ベルナルド・アルミロン（Sergio Bernardo Almirón, 1980年11月7日 - ）は、アルゼンチン・ロサリオ出身の元サッカー選手。現役時代のポジションはミッドフィールダー。
元アルゼンチン代表フォワードで1986 FIFAワールドカップ優勝メンバーのセルヒオ・オマール・アルミロンの息子。プレースタイルやスキンヘッドという共通項もあるからか、しばしばフアン・セバスティアン・ベロンと比較される。

## 来歴
父親同様、地元のニューウェルズ・オールドボーイズでキャリアをスタート。2001年にはイタリアへ渡り、2004年にエンポリFCへ移籍すると、そこで才能を開花させた。2007年6月には900万ユーロの移籍金でユヴェントスFCへの移籍を果たした。しかしチームにフィットせず、2008年1月にASモナコへのレンタル移籍。同年8月にACFフィオレンティーナに1年後の保有権半分の買取りオプション付きでレンタル移籍。2009-10シーズンはASバーリへレンタル移籍。2010年6月にはバーリが共同保有で獲得。2011年8月にはカルチョ・カターニアへ完全移籍した。2015年2月23日、双方合意によりクラブとの契約を解除した。
半年間の無所属期間を経て、以前よりトレーニングに参加していたレガ・プロのSSアクラガス・チッタ・デイ・テンプリに加入した。同年12月15日に選手としての契約を終了し現役を引退。アクラガスの技術部門コーディネーターに就任することが発表された。

## 所属クラブ
- ニューウェルズ・オールドボーイズ 1998-2001
- ウディネーゼ・カルチョ 2001-2003

→ エラス・ヴェローナFC 2003-2004 (レンタル移籍)
- エンポリFC 2004-2007 (2006年6月まで共同保有)
- ユヴェントスFC 2007-2010

→ ASモナコ 2008.1-2008.8 (レンタル移籍)
→ ACFフィオレンティーナ 2008.8-2009.6 (レンタル移籍)
→ ASバーリ 2009.8-2010.6 (レンタル移籍)
- ASバーリ 2010.7-2011
- カルチョ・カターニア 2011-2015
- SSアクラガス・チッタ・デイ・テンプリ 2015

## タイトル
エンポリ
- セリエB : 2004-05